# Ghiacciaio Kirkby
Il ghiacciaio Kirkby è un ghiacciaio lungo circa 30 km situato sulla costa di Pennell, nella regione nord-occidentale della Dipendenza di Ross, in Antartide. In particolare, il ghiacciaio, il cui punto più alto si trova a circa 1400 m s.l.m., ha origine nella parte centrale della regione orientale dei monti ANARE, e da qui fluisce verso nord, scorrendo lungo il versante orientale della cresta Frecker e lungo quello occidentale del monte Elliot, prima, e della dorsale Missen, poi, fino a gettarsi in mare, circa 5 km a est di Capo Nord. Durante il tragitto, il flusso del ghiacciaio Kirkby viene arricchito da quello di diversi altri ghiacciai suoi tributari, tra cui il Ludvig.

## Storia
Il ghiacciaio Kirkby è stato mappato per la prima volta dallo United States Geological Survey grazie a fotografie scattate dalla marina militare statunitense (USN) durante ricognizioni aeree e terrestri effettuate nel periodo 1960-63, e così battezzato dal Comitato australiano per i toponimi e le medaglie antartici in onore di Sydney L. Kirkby, un ricognitore facente parte della spedizione australiana del Thala Dan comandata da Phillip Law che, nel 1962, esplorò l'area lungo la costa su cui sfocia il Kirkby.